# サッコ・ヴァンゼッティ事件
サッコ・ヴァンゼッティ事件（Sacco and Vanzetti、サッコ・ヴァンゼッティじけん）は、1920年にアメリカ合衆国のマサチューセッツ州で発生した強盗殺人事件。冤罪（誤判）事件として議論を巻き起こした。

## 概要
1920年4月15日にアメリカのマサチューセッツ州で強盗殺人事件が発生した。その後イタリア移民でアナーキストのサッコとヴァンゼッティ2名が逮捕され、その後の裁判で死刑宣告されたが、当初から偏見による冤罪との疑惑があり、アメリカ国内のみならずイタリアをはじめとするヨーロッパなど各地でデモが行われるほどの大きな問題となった。
しかし1927年に死刑執行された。後に調査をおこなった行政側は1977年に冤罪であったと認定したが、司法側は冤罪を認めていない。事件は、アメリカ合衆国の歴史上の汚点とも呼ばれている。

## 事件

### 強盗発生と逮捕
1919年に1件目の強盗事件。製靴工場の現金輸送車が襲撃されたが失敗に終わっている。翌年の1920年4月15日に2件目の強盗事件が発生。マサチューセッツ州ブレインツリー市で別の製靴工場が5人組のギャングに襲撃され、会計部長とその護衛が射殺されたほか、16,000ドルが強奪された。
翌月の5月5日、この強盗殺人事件の容疑者として共にアナーキストのイタリア移民のニコラ・サッコ（Nicola Sacco、1891年4月22日 - 1927年8月23日）とバルトロメオ・ヴァンゼッティ（Bartolomeo Vanzetti、1888年6月11日 - 1927年8月23日）が逮捕された。
サッコは襲撃された靴工場で働いていた経歴があり社会主義者、事件当日休暇を取っていた。ヴァンゼッティは魚屋で無政府主義者、強盗の逮捕歴があった。逮捕当時はアメリカ国内で共産党狩りが行われている時期であり、ささいなことで主義主張のレッテルが貼られやすい時代背景もあった。両名が犯行に関わった的確な証拠もないまま送検され、裁判が始められた。

### 裁判

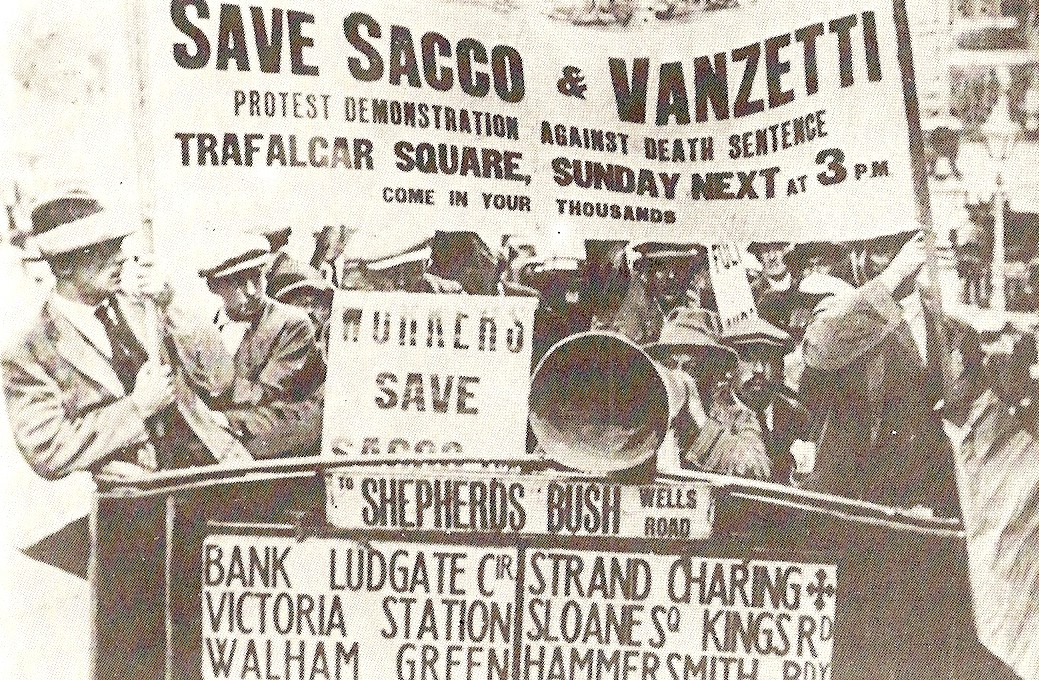
サッコとヴァンゼッティの再審を求めるデモ

1921年7月14日、マサチューセッツ州ボストン郊外のデッダム裁判所はこの容疑者二名に死刑判決を下した。有罪判決から3ヵ月後、公正さに欠ける審理に抗議する動きがボストンに留まらず、ニューヨークをはじめ暴動がアメリカ国内各地で起きた。
更に共産主義者やアナーキストがイエロージャーナリズムを使い巻き起こした暴動は、ヨーロッパや南アメリカをはじめ各地で起こった。
そのため死刑は確定していたものの執行は長く延期となっていた。しかし、弁護側の裁判やり直しの申し立てはことごとく却下され、マサチューセッツ州知事も特赦を拒否した。

### 抗議活動
処刑が近づくにつれ抗議活動は激しさを増した。抗議には脅迫的な手段も取られ、ニューヨーク地下鉄駅構内2箇所、ボルチモア市の市長宅、フィラデルフィア市内の教会では何者かが仕掛けた爆弾が爆発した。アメリカ国外でもフランスのリール市ではアメリカ領事館を共産党員が取り囲んでデモ活動を行ったほか、ソ連のモスクワ市内では10万人が参加した抗議活動が行われた。日本でも労働農民党がアメリカ大統領にあてた抗議書を駐日大使館を通じて送付した。死刑の前日にはジュネーブ市内の抗議デモが暴動化し、多数のホテル、アメリカ人経営者の商店、国際連盟本部の建物までもが襲撃対象となった。

### 処刑
1927年4月9日、州知事は特別委員会を設置したが、国際的な助命嘆願を棄却。委員会は判決を支持し死刑判決が再度確定した。8月23日、マサチューセッツ州ボストン郊外の刑務所で0時19分にサッコが、続いて0時27分にヴァンゼッティが電気椅子で処刑された。
この日、2人が収容されていた刑務所は彼らの処刑に抗議する群集の襲撃を恐れてサーチライトが輝き、機関銃と共に警官隊が警備に就いた。同じ頃、ボストン市内の留置場には処刑に抗議した作家のドス・パソス、ドロシー・パーカー、女流詩人のE・V・パーカーが留置されていた。有罪判決に対する抗議行動には多くの知識人が参加し、アナトール・フランス、アルバート・アインシュタイン、ジョン・デューイなどが支援した。

## 裁判詳細と時代背景
サッコとヴァンゼッティの2人は、共にイタリア移民のアナーキストで、第一次世界大戦中はそろってアメリカの徴兵を拒否している。実際には、警察は明確な物的証拠がないまま2人を検挙し、2人を有罪とする明確な物的証拠はほぼ無い。事件当時の検事は偽の目撃者を雇って法廷で証言させたといわれる。
さらに強盗事件の真犯人は誰だかわかっていないにもかかわらず、誰も再捜査をしようとしなかった。また5人のうちほかの3人のギャングメンバーも誰だか不明のまま裁判は終了した。
第一次世界大戦後の不景気で労働紛争が熾烈化していたアメリカでは、社会不安の原因を過激分子になすりつけ、共産主義に対する憎悪を募らせていた。ボストンでは特にその傾向が強く、裁判では2人の前歴とアナーキストという点が、2人の思想を嫌う裁判長と陪審員に誤った予断を抱かせ、死刑判決が出されたといわれる。

## 冤罪確定
死刑執行の50年後にあたる1977年7月19日、マサチューセッツ州知事のマイケル・デュカキスは、この裁判は偏見と敵意に基づいた誤認逮捕かつ冤罪であるとして2人の無実を公表、処刑日にあたる8月23日を「サッコとヴァンゼッティの日」と宣言した。なお、歴史修正主義的立場から両者は実際に冤罪だったのか、現在も異論が繰り返されている。

## 関連書籍
- 小此木真三郎『フレームアップ：アメリカをゆるがした四大事件』岩波新書、1983年
- 樹村みのり『あざみの花』潮出版社「希望コミックス」（他に2作、Kindle版で再刊）
- 藤澤房俊『「わたしの死を泣かないでください」：サッコ・ヴァンゼッティ冤罪事件』太陽出版、2023年